# Милица Мајкић
Милица Мајкић (Котор, 1. новембар 1991) српскa је глумица. Најпознатија је по улогама у филмовима Поред мене (2015), Панама (2015) и Влажност (2016).
У Будви је завршила основну, музичку и средњу школу. Глуму је дипломирала на Академији уметности у Београду, у класи Мирјане Карановић.

## Улоге

### Филмографија
| Год.       | Назив              | Улога                   | Напомена           |
| ---------- | ------------------ | ----------------------- | ------------------ |
| 2010-е     |                    |                         |                    |
| 2011.      | Сусрет             | девојка на журци        | кратки филм        |
| 2015.      | Панама             | Јелена                  |                    |
| 2015.      | Поред мене         | Јелена                  |                    |
| 2015—2025. | Ургентни центар    | Дијана / Викторија Бела | ТВ серија, 124 еп. |
| 2015—2016. | Комшије            | Мара                    | ТВ серија, 13 еп.  |
| 2016.      | Влажност           | Ирена                   |                    |
| 2017.      | Врати се Зоне      | Сана                    |                    |
| 2018.      | Војна академија    | Мија                    | ТВ серија, 1 еп.   |
| 2018.      | Поред мене мјузикл | Јелена                  |                    |
| 2020-е     |                    |                         |                    |
| 2020.      | Јужни ветар        | аниматорка              | ТВ серија, 2 еп.   |
| 2021.      | Клан               | репортерка              | ТВ серија, 1 еп.   |
| 2021.      | После зиме         | —                       |                    |
| 2021.      | Чистач душе        | —                       | кратки филм        |
| у припреми | Поред тебе         | Јелена                  |                    |
| у припреми | Поред нас          | Јелена                  |                    |
| у припреми | Катарина           |                         |                    |

### Спотови
- Немој да ме трезниш — МВП и Who See (2017)[5]